# Gran Finlàndia

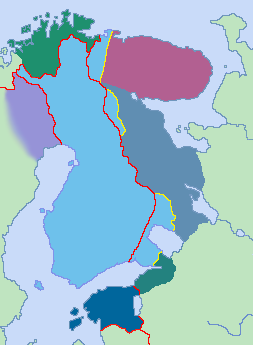
Les fronteres actuals de Finlàndia estan assenyalades en blau clar. La Gran Finlàndia inclou alguns dels territoris que prèviament van ser finlandesos, incloent la Carèlia Oriental (en blau grisenc), Estònia i Ingria (en blau fosc), la regió de Finnmark (en verd), i part del Vall del Torne (en morat). El gràfic inclou les fronteres de Finlàndia després del Tractat de Tartu de 1920 i el Tractat de París (1947)

La Gran Finlàndia (en finès:Suur-Suomi) és un concepte polític  irredemptista sorgints en el nacionalisme panfinlandès que va tenir la seva màxima difusió després de l'assoliment de la Independència de Finlàndia el 1917. El concepte proposa la creació d'un estat que inclogui tant els territoris que avui conformen Finlàndia com els habitats per pobles ètnicament relacionats amb el poble finès:  finesos,  Karelia,  Saamis,  Estonians,  Ingrios i Kvens. La idea de la Gran Finlàndia va créixer espectacularment en popularitat i influència al voltant de 1917, coincidint amb la independència finlandesa, i va anar declinant després de la II Guerra Mundial i la Guerra de Continuació.
La versió més estesa del concepte de la "Gran Finlàndia" seria la que estigués delimitada pels així anomenats "límits naturals" que incloguessin els territoris habitats per finesos i Karelia, arribant des del Mar Blanc a Llac Onega, i al llarg del Riu Svir i el Riu Neva (o, més modestament, el Riu Sestra), fins al Golf de Finlàndia. Alguns seguidors d'aquesta idea incloïen també Ingria, Estònia, la regió de Finnmark i el Vall del Torne. Des del pensament més purista la Gran Finlàndia inclouria també l'àrea compresa entre els territoris complets del Golf de Botnia fins als Urals, i fins i tot més enllà fins determinades àrees de la Sibèria occidental, on encara sobreviuen alguns parlants de llengües uralianes.